# Бежтински језик
Бежтински језик (бежкьалас миц, bežƛʼalas mic или „Капуча” (по имену села)) је један од језика који припада групи сјевероисточних кавкаских језика, а који припада дидојској подгрупи језика. Унутар дидојске подјеле језика, дидојски језик припада групи Бежтинско-хунзибско-хваршинских језика. Говори се у Дагестану и то од старне свега приближно 6.800 припадника Бежтинаца, према подацима из 2010. године дуж десне обале ријеке Анди-Којсу и на подручју Грузије.
Не постоји научни одговор о генеалошкој класификацији језика Бежтинаца. Е. Бокарев сматра да припада подгрупи дидојских језика, док грузијски лингвист Е. Ломатадзе мисли да је то дијалект језика Капуча-Хунзиб. Бежтински језик је подељен на три дијалекта: Бежта, Тљадали и Хочар-Хота. На речник Бежтинаца је у великој мјери утицао аварски и грузијски језик, преко којег су постојале и друге позајмљене ријечи са арапског, турског и перзијског језика. Током совјетског периода највећи утицај имао је руски језик.
Не постоји писани језик, већ се користи аварско писмо. Аварски језик се користи у већини ситуација у редовној комуникацији, док се матерњим језиком служе само у кућама. Највише је повезана са хваршинским и хунзибским језиком, и заједно чине подгрупу дидојских језика.

## Правопис

### Бројеви
|      | Латиница          | Ћирилица            |
| ---- | ----------------- | ------------------- |
| 1    | hõs               | гьонс               |
| 2    | qʼona             | къона               |
| 3    | łana              | лъана               |
| 4    | ṏqʼönä            | оьнкъоьнаь          |
| 5    | łina              | лъина               |
| 6    | iłna              | илъна               |
| 7    | aƛna              | алIна               |
| 8    | beƛna             | белIна              |
| 9    | äčʼena            | аьчIена             |
| 10   | acʼona            | ацIона              |
| 20   | qona              | хъона               |
| 100  | hõsčʼitʼ / -čʼitʼ | гьонсчIитI / -чIитI |
| 1000 | hazay             | гьазай              |

### Примјер
| ЋИРИЛИЦА                                                                                               | ЛАТИНСКА ТРАНСКРИПЦИЈА                                                                            | ИПА ТРАНСКРИПЦИЈА | ПРЕВОД (ЕНГЛЕСКИ)                                                                            |
| --- | ------------------------------------------------------------------------------------------------- | ----------------- | -------------------------------------------------------------------------------------------- |
| Гьогцо гьоллохъа нисос:                                                                                | Hogco holloqa nisos:                                                                              |                   | Jesus said to the followers:                                                                 |
| Доьъа богьцалаъ вагьда̄ ниса:                                                                           | Dö'a bohcala' wahdā nisa:                                                                         |                   | When you pray, pray like this:                                                               |
| «Йа̄ Або, Дибо ца̄н аьдамла̄ илагьияб бикӀзи йовала,                                                      | «Yā Abo, Dibo cā̃ ädamlā ilahiyab bikʼzi yowala,                                                   |                   | "O Father, we pray that your name will always be kept holy,                                  |
| Дибо Парчагьлъи йонкъала;                                                                              | Dibo Parčahłi yõqʼala;                                                                            |                   | we pray that your kingdom will come;                                                         |
| Шибаб водиъ баццас баьба илол нилӀа;                                                                   | Šibab wodi' baccas bäba ilol niƛa;                                                                |                   | give us the food we need for each day;                                                       |
| Илла мунагьла̄кьас кьодос тилӀки, судлӀо нисода илена къацӀцӀола илол кешлъи йо̄вакьас кьодос тилӀбакца. | Illa munahlāƛʼas ƛʼodos tiƛki, sudƛo nisoda ilena qʼacʼcʼola ilol kešłi yōwaƛʼas ƛʼodos tiƛbakca. |                   | forgive us the sins we have done, because we forgive every person that has done wrong to us. |
| Ми илос гьаьл бикъелална уьнхолъа̄къа.»                                                                 | Mi ilos häl biqʼelalna ü̃xołāqʼa.»                                                                 |                   | And don't let us be tempted."                                                                |